# Kurt Reidemeister
Kurt Werner Friedrich Reidemeister (ur. 13 października 1893 w Brunszwiku, zm. 8 lipca 1971 W Getyndze) – niemiecki matematyk, profesor Uniwersytetu Albrechta w Królewcu. Był pionierem teorii węzłów oraz wniósł znaczny wkład w rozwój teorii grup. Związany był z kołem wiedeńskim
Ukończył gimnazjum w Brunszwiku w 1911 roku i wstąpił na Uniwersytet Alberta-Ludwiga we Fryburgu Bryzgowijskim, powołany do służby wojskowej w 1914 służył w wojsku cały czas trwania wojny, dochodząc do stopnia porucznika. Po zwolnieniu ze służby wojskowej powrócił na studia w Getyndze. Z rekomendacji Hansa Hahna, mimo że nigdy nie uzyskał habilitacji, Reidemeister został mianowany w 1923 profesorem nadzwyczajnym geometrii na Uniwersytecie Wiedeńskim. W 1925 otrzymał propozycję objęcia katedry w Królewcu. W 1933 został zmuszony do opuszczenia swojego stanowiska w Królewcu przez nazistów, którym zdecydowanie się sprzeciwiał. W 1934 znalazł zatrudnienie na Uniwersytecie w Marburgu. W 1955 opuścił Marburg i został zatrudniony na Uniwersytecie w Getyndze.